# Miriam Stockley

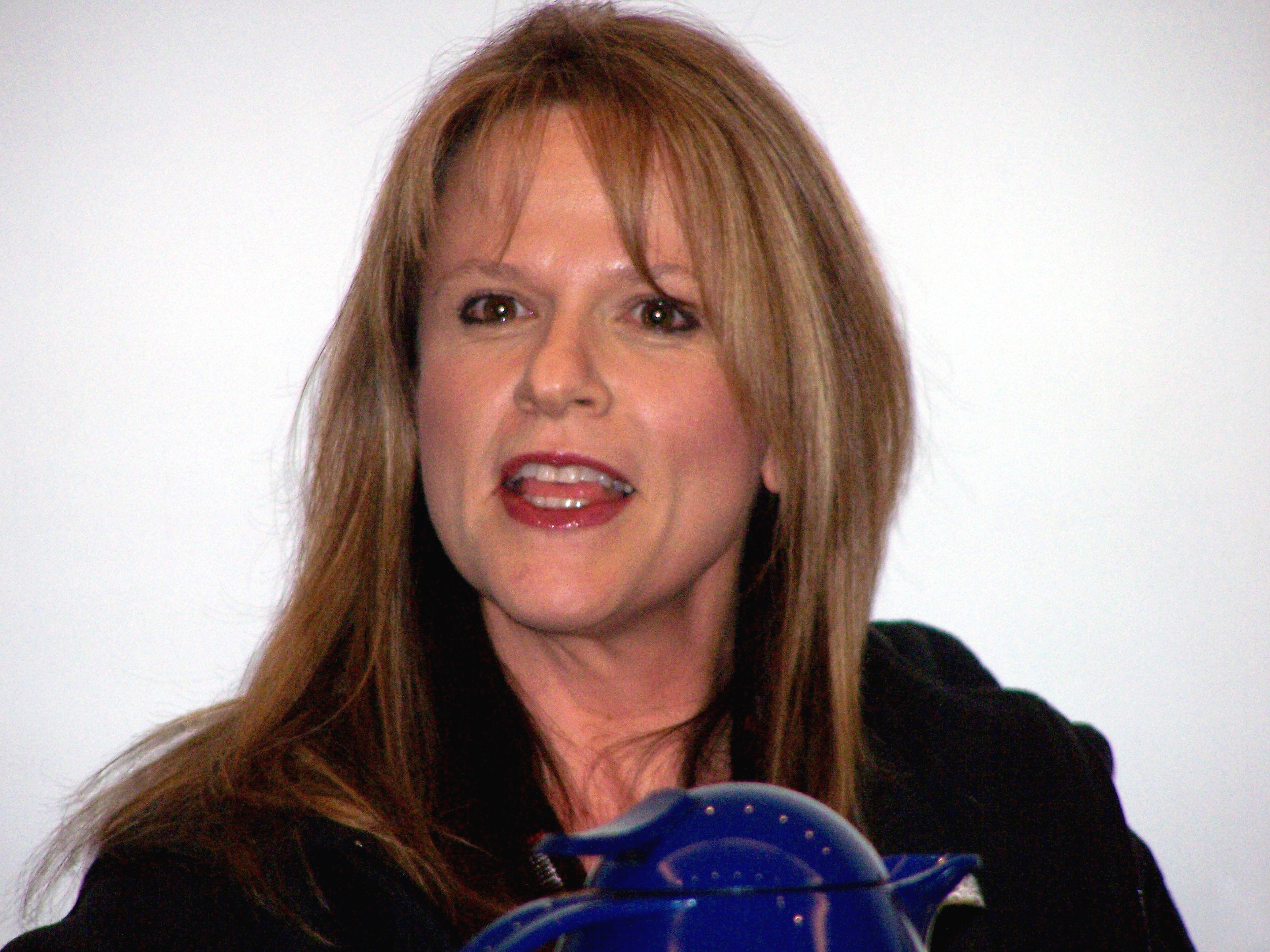
Miriam Stockley bei der Night of the Proms im Dezember 2006 in Frankfurt am Main

Miriam Stockley (* 15. April 1962 in Johannesburg, Südafrika) ist eine britische Sängerin.

## Leben
Während der späten 1980er- und frühen 1990er-Jahre war sie Sessionsängerin für das britische Produzententeam Stock Aitken Waterman und nahm an Aufnahmen für Musiker wie Kylie Minogue, Jason Donovan sowie Sonia teil. Stockley übernahm mehrmals die Nebenstimme der Beiträge Großbritanniens zum Eurovision Song Contest, namentlich 1990 für Emma und für Katrina and the Waves bei ihrem Gewinn des Wettbewerbs 1997 in Dublin.
Ihr von Colin Towns geschriebenes Lied Perfect Day war Titelmelodie der Kindersendung The World of Peter Rabbit and Friends, die von 1992 bis 1995 von der BBC ausgestrahlt wurde. Ab 1995 war sie Sängerin der ersten vier Alben des Musikprojektes Adiemus mit Karl Jenkins. Beim The Art in Heaven Concert von Mike Oldfield zum Jahrtausendwechsel in Berlin sang Stockley live vor zirka 600.000 Zuschauern und wurde von rund 200 Millionen im Fernsehen gesehen. Im Dezember 2006 trat sie bei der Nokia Night of the Proms als Solokünstlerin und zusammen mit Mike Oldfield auf.
Stockley ist verheiratet und hat zwei Kinder.

## Diskografie

### Soloalben
- 1999: Miriam
- 2003: Second Nature
- 2006: Eternal

### Backing Vocals
- 1983: Thomas Dolby – She blinded me with Science (Backing Vocal)
- 1987: Sheila Walsh – Say So (Backing Vocals, Myrrh)
- 1988: Freddie Mercury & Montserrat Caballé – Barcelona (Backing Vocal zu The Golden Boy)
- 1991: Praise – Only You (Gesang, Epic Records)
- 1992: Brian May – Back to the Light
- 1992: Queen u. a.: The Freddie Mercury Tribute Concert (DVD)
- 1994: Eloy – The Tides Return Forever (Backing zu Company of Angels)
- 1995: Queen – Made in Heaven (Backing Vocal zu Let Me Live)
- 1999/2000: Mike Oldfield – The Art in Heaven Concert (Gesang zu Moonlight Shadow/Backing Vocals)
- 2000: Atlantis vs. Avatar – Fidschi (Gesang, Inferno Records)
- 2001: Der Herr der Ringe (Filmtrilogie)